# Cor Aalten
Cornelia (Cor) Aalten (Breukelen-Nijenrode, 14 september 1913 – Zeist, 21 januari 1991) was een Nederlandse sprintster, gespecialiseerd in de 100 m. Dat ze overigens ook op andere atletiekonderdelen goed uit de voeten kon, wordt bewezen door haar nationale titel op de vijfkamp. Ze nam eenmaal deel aan de Olympische Spelen, maar won geen medailles. Haar grootste successen boekte ze als estafetteloopster, in welke discipline ze tweemaal betrokken was bij de verbetering van een Nederlands record.

## Loopbaan
In 1931 verbeterde Aalten, die lid was van TOV te Zeist, met haar teamgenotes Bep du Mée, Lies Aengenendt en Tollien Schuurman als derde loopster het Nederlandse record op de 4 x 100 m estafette tot 49,8 s. Een jaar later scherpte ze dit record verder mee aan tot 49,4, samen met Jo Dalmolen, Bep du Mée en Tollien Schuurman.
Op de Olympische Spelen van 1932 in Los Angeles vertegenwoordigde ze Nederland op de 100 m en de 4 x 100 m estafette. Individueel kwam ze op de 100 m tot een zesde plaats in de halve finale. Bij de 4 x 100 m estafette werd wegens het geringe aantal deelnemende teams direct de finale gelopen. Samen met Jo Dalmolen, Bep du Mée en Tollien Schuurman liep ze in 47,6 naar een vierde plaats. Het goud ging naar de Amerikaanse estafetteploeg, die met 47,0 het wereldrecord verbeterde. Het zilver en brons ging naar de Canadese en Britse estafetteploegen in respectievelijk 47,0 en 47,6.
In 1934 nam Cor Aalten deel aan de IVe Wereldspelen voor vrouwen in Londen, waar zij uitkwam op de 4 x 100 m estafette. Samen met Agaath Doorgeest, Jo Dalmolen en Iet Martin behaalde ze er de zilveren medaille. In datzelfde jaar veroverde zij ook haar enige nationale titel op de vijfkamp.
Cor Aalten is op 12 augustus 1937 gehuwd met Marinus Wilhelmus Stamrood.

## Nederlandse kampioenschappen
| Onderdeel | Jaar |
| --------- | ---- |
| vijfkamp  | 1934 |

## Persoonlijke records
| Onderdeel | Prestatie | Datum            | Plaats   |
| --------- | --------- | ---------------- | -------- |
| 100 m     | 12,1 s    | 20 augustus 1933 | Deventer |
| 200 m     | 26,5 s    | 9 augustus 1934  | Londen   |

## Palmares

### 4 x 100 m estafette
- 1932: 4e OS - 47,6
- 1934:  Wereldspelen voor Vrouwen

### vijfkamp
- 1934:  NK - 260,15 p